# تتیانا کوچرینا
تتیانا کوچرینا (اوکراینی: Тетяна Іванівна Кочергіна-Макарець؛ زادهٔ ۲۶ مارس ۱۹۵۶) بازیکن هندبال اهل اتحاد جماهیر شوروی سوسیالیستی بود.
وی در مسابقات کشوری و بین‌المللی در مجموع برندهٔ ۲ مدال طلا، ۲ مدال نقره، ۱ مدال برنز شده‌است.